# Quản lý danh mục trong mua hàng
Quản lý danh mục là một phương pháp tiếp cận trong việc tổ chức mua hàng trong một tổ chức kinh doanh. Áp dụng quản lý danh mục để mua hoạt động mang lại lợi ích cho các tổ chức bằng cách cung cấp cách tiếp cận để giảm chi phí mua hàng hóa và dịch vụ, giảm rủi ro trong chuỗi cung ứng, tăng giá trị tổng thể từ cơ sở cung ứng và tiếp cận nhiều đổi mới hơn từ các nhà cung cấp. Đó là một cách tiếp cận chiến lược tập trung vào phần lớn chi tiêu của tổ chức. Nếu được áp dụng hiệu quả trong toàn bộ tổ chức, kết quả có thể lớn hơn đáng kể so với các cuộc đàm phán mua hàng dựa trên giao dịch truyền thống, tuy nhiên, quy tắc quản lý danh mục mua hàng rất dễ bị hiểu lầm.
Khái niệm Quản lý danh mục trong hoạt động mua hàng bắt nguồn từ cuối những năm 1980. Không có người sáng lập hoặc người sáng lập duy nhất, nhưng phương pháp này xuất hiện đầu tiên trong lĩnh vực ô tô và từ đó đã được phát triển và áp dụng bởi các tổ chức trên toàn thế giới. Ngày nay, quản lý danh mục được nhiều công ty toàn cầu coi là một phương pháp mua chiến lược thiết yếu. Quản lý danh mục đã được định nghĩa là một phương pháp phát triển thúc đẩy chiến lược tìm nguồn cung ứng trong các tổ chức tiến bộ ngày nay.
Viện mua sắm và cung ứng chuyên nghiệp định nghĩa Quản lý danh mục là:
"Tổ chức các nguồn lực của nhóm mua sắm theo cách tập trung ra bên ngoài vào thị trường cung ứng của một tổ chức (so với việc tập trung vào các khách hàng nội bộ hoặc các chức năng của Bộ phận Mua sắm nội bộ) để thúc đẩy hoàn toàn các quyết định mua hàng.
Jonathan O'Brien, tác giả của Quản lý danh mục trong mua hàng, định nghĩa Quản lý danh mục là:
"Thực tiễn phân chia các lĩnh vực chính của tổ chức chi cho hàng hóa và dịch vụ mua vào thành các nhóm sản phẩm và dịch vụ riêng biệt theo chức năng của những hàng hóa hoặc dịch vụ đó và quan trọng nhất là phản ánh cách thức tổ chức thị trường riêng lẻ. Sử dụng phân khúc này, các tổ chức hoạt động chéo chức năng trên các danh mục riêng lẻ, kiểm tra toàn bộ chi tiêu của danh mục, cách tổ chức sử dụng các sản phẩm hoặc dịch vụ trong danh mục, thị trường và nhà cung cấp riêng lẻ. ",
Mark Webb của Tương lai mua hàng đưa ra ba tuyên bố trong việc xác định Quản lý danh mục:
"Đây là một quá trình đầu cuối chiến lược để mua hàng hóa và dịch vụ; nó phù hợp với mục tiêu kinh doanh và yêu cầu của khách hàng với khả năng của thị trường cung ứng và nó tối đa hóa giá trị lâu dài cho tổ chức." 
Peter Hunt, đối tác tại ADR International, viết
Quản lý danh mục thuật ngữ có thể có nghĩa là những điều khác nhau cho những người khác nhau, vì vậy cần có một định nghĩa làm việc. 'Danh mục' là nhóm hợp lý các mục chi tiêu tương tự, chẳng hạn như chi cho các dịch vụ đại lý quảng cáo hoặc phần cứng CNTT. Quản lý danh mục là quy trình tìm nguồn cung ứng được sử dụng để quản lý các danh mục này để đáp ứng nhu cầu kinh doanh trong khi tối đa hóa giá trị được cung cấp từ cơ sở cung cấp.
Nhiều tổ chức khu vực công gần đây đã áp dụng quản lý danh mục như một công cụ chuyển đổi chiến lược. Sir Philip Green, trong bài đánh giá hiệu quả của mình về chi tiêu của chính phủ Vương quốc Anh, đã khuyến nghị rằng việc mua sắm tập trung [nên được ủy thác] cho các danh mục chung để tận dụng... sức mua và đạt được thực tiễn tốt nhất. Tại Hoa Kỳ, Cơ quan Quản lý Dịch vụ Tổng hợp liên bang, làm việc với Văn phòng Chính sách Mua sắm Liên bang (OFPP) của Văn phòng Quản lý và Ngân sách, đã thông qua Quản lý Danh mục làm công cụ hoạt động để mua vào tháng 4 năm 2014.